# Wolfgang Klein (Schauspieler, 1952)
Wolfgang Klein (* 21. März 1952 in Göppingen; † 8. April 2020 in Göppingen) war ein deutscher Schauspieler und Kommunikationstrainer.

## Leben
Nach dem Abitur in Göppingen besuchte Wolfgang Klein von 1971 bis 1974 die Hochschule für Musik und Darstellende Kunst Frankfurt am Main. Es folgten Engagements an der Württembergischen Landesbühne Esslingen (1974 bis 1976) und am E.T.A.-Hoffmann-Theater, Bamberg (1976 bis 1978).
Seit 1978 war er unter anderem als Schauspieler, Sprecher und Regisseur freischaffend tätig. Er trat in einzelnen Episoden der Fernsehserien Marienhof, Tatort, Ehen vor Gericht, Meister Eder und sein Pumuckl und Die Kommissarin auf. Er wirkte in verschiedenen Hörfunk-Produktionen mit und arbeitete als Synchronsprecher. Außerdem trat er mit eigenen Soloprogrammen auf.
Neben seiner Tätigkeit als Schauspieler betätigte sich Klein in verschiedenen Bereichen. Er erarbeitete 1980 mehrere Werbeveranstaltungen. 1990 realisierte er die 50-teilige Hörfunkreihe „Two Minutes of English“ (BR). Von 1991 bis 1994 war er Koordinator Kultur bei SPA Presseagentur und Nachrichtendienst, München. Ab 1995 unterrichtete er als Referent bei der Hanns-Seidel-Stiftung und 1998 als Gastdozent an der European Film Actor School, Zürich.
Daneben arbeitete Klein seit 1987 als Kommunikations-Trainer und Coach. 2002 und 2003 übernahm er die Regie für CDs in Zusammenarbeit mit Vera F. Birkenbihl.
Ehrenamtlich engagierte sich Klein im Interessenverband Deutscher Schauspieler (IDS) 1983 bis 1993 als stellvertretender Vorsitzender und seit 1993 als Berater (Kultur- und Sozialreferent). Für den IDS verfasste er mehrere Publikationen. 1999 bis 2004 war Klein Kuratoriumsmitglied im Fonds Darstellender Künste, Bonn. 2005 begann auf seine Anregung hin die Initiative „Bücher aus dem Feuer“ mit bundesweiten Lesungen zur Erinnerung an die Bücherverbrennung durch die Nazis am 10. Mai 1933.
Wolfgang Klein verstarb in Göppingen am 8. April 2020.

## Filmografie
- 1980: Der Ringer (The American Success Company)
- 1997: Forsthaus Falkenau – Unerwartete Wendungen
- 1998: Der wirklich letzte Junggeselle
- 1999: Miracle Baby
- 2000: Venatores Lingua Latina
- 2003: Klatschmohn
- 2004: Quelle des Übels

## Fernsehen
- 1997, 1999, 2001, 2005 Marienhof
- 1999: Vorsicht Falle!
- 1999: Die Kommissarin